# Liste der Pfarren im Dekanat Klagenfurt-Land/Celovec-dežela
Das Dekanat Klagenfurt-Land/Celovec-dežela ist ein Dekanat der römisch-katholischen Diözese Gurk.

## Pfarren mit Kirchengebäuden
| Ort                              | Patrozinium              | Kirchengebäude | Bild |
| Hörzendorf                       | Hl. Georg                | Pfarrkirche Hörzendorf Filialkirche Streimberg |      |
| Karnburg                         | Hll. Peter und Paul      | Pfalzkirche Karnburg Filialkirche Lind |      |
| Keutschach/Hodiše                | Hl. Georg                | Pfarrkirche Keutschach/Hodiše Filialkirche St. Margarethen/Šmarjeta, Filialkirche St. Nikolai/Šmiklavž                                                          |      |
| Krumpendorf                      | Christkönig              | Pfarrkirche Krumpendorf Filialkirche Pirk |      |
| Maria Saal                       | Mariä Himmelfahrt        | Wallfahrtskirche Maria Saal Filialkirche Arndorf |      |
| Maria Wörth                      | Hll. Primus und Felizian | Pfarrkirche Maria Wörth Filialkirche Dellach, Filialkirche St. Anna ob Reifnitz, Hubertuskirche Sekirn, Rosenkranzkirche                                        |      |
| Moosburg                         | Hl. Michael              | Pfarrkirche Moosburg Filialkirche Dellach, Luschenkapelle, Schlosskapelle Schloss Moosburg, Filialkirche Faning, Filialkirche Freudenberg, Filialkirche Nußberg |      |
| Pörtschach am Ulrichsberg        | Hl. Lambert              | Pfarrkirche Pörtschach am Ulrichsberg Filialkirche Möderndorf                                                                                                   |      |
| Pörtschach am Wörthersee         | Hl. Johannes der Täufer  | Pfarrkirche Pörtschach am Wörthersee Filialkirche St. Oswald, Filialkirche Goritschach                                                                          |      |
| Projern                          | Hl. Rupert               | Pfarrkirche Projern Filialkirche Karnberg |      |
| Schiefling am Wörthersee/Škofiče | Hl. Michael              | Pfarrkirche Schiefling am Wörthersee/Škofiče Filialkirche Albersdorf/Pinja vas                                                                                  |      |
| St. Martin am Ponfeld            | Hl. Martin               | Pfarrkirche St. Martin am Ponfeld Filialkirche Großbuch |      |
| St. Martin am Techelsberg        | Hl. Martin               | Pfarrkirche St. Martin am Techelsberg Filialkirche Ebenfeld, Filialkirche St. Bartlmä, Filialkirche Tibitsch                                                    |      |
| St. Michael am Zollfeld          | Hl. Michael              | Pfarrkirche St. Michael am Zollfeld Filialkirche Possau |      |
| Tigring                          | Hl. Ägidius              | Pfarrkirche Tigring Filialkirche Faning, Filialkirche Freudenberg, Filialkirche Nußberg                                                                         |      |

## Dekanat Klagenfurt-Land
Das Dekanat umfasst 15 Pfarren.

## Dechanten
- seit 2019 Josef-Klaus Donko, Stiftspfarrer in Maria Saal[1]